# Триноси (Мазовецьке воєводство)
Триноси (пол. Trynosy) — село в Польщі, у гміні Вонсево Островського повіту Мазовецького воєводства.
Населення — 425 осіб (2011).
У 1975-1998 роках село належало до Остроленцького воєводства.

## Демографія
Демографічна структура станом на 31 березня 2011 року:
|          | Загалом | Допрацездатний вік | Працездатний вік | Постпрацездатний вік |
| -------- | ------- | ------------------ | ---------------- | -------------------- |
| Чоловіки | 213     | 48                 | 140              | 25                   |
| Жінки    | 212     | 44                 | 116              | 52                   |
| Разом    | 425     | 92                 | 256              | 77                   |